# 严新
严新（1950年—），中国四川江油人，医师、气功师。

## 生平
严新曾在绵阳卫校学医两年半，毕业后在江油东安乡担任医生。1971年底至1974年8月在江油县卫生防疫站当医生。1974年9月入成都中医学院医学系学习。毕业后被分配到绵阳中医学校任教，担任中医内科、妇科、基础理论等课程的教学，并担任班主任。1982年调到重庆中医研究所从事临床工作，应用常规中西医手段和气功为病人进行治疗。
严新曾与中国科学院、清华大学等合作，进行气功在物理、化学中应用的研究。
从1990年代起，严新主要活动在美国、加拿大等地，聲稱以傳統中醫藥配方炮製的XY99-5038，进行了一系列气功生命科学试验。

## 外部連結
- 中央台的严新报道
- 司马南解剖“大神”严新(资料)